# ヘキサフルオロリン酸1-メチル-3-n-オクチルイミダゾリウム
ヘキサフルオロリン酸1-メチル-3-n-オクチルイミダゾリウム（英: 1-Methyl-3-n-octylimidazolium hexafluorophosphate、OMIM PF6）は、融点が100 °C未満のイオン液体である。

## 特性
ヘキサフルオロリン酸1-メチル-3-n-オクチルイミダゾリウムは、低融点のため、室温イオン液体である。また、極性で疎水性の液体として、多くのイオン液体と同様に、合成において溶媒として使用される。さらに、ヘキサフルオロリン酸1-メチル-3-n-オクチルイミダゾリウムの生態毒性学的研究では、コムギの成長を阻害し、土壌微生物の生物多様性に負の影響を与えることが確認されている。

## 調製
ヘキサフルオロリン酸1-メチル-3-n-オクチルイミダゾリウムは、塩化1-メチル-3-オクチルイミダゾリウムとヘキサフルオロリン酸塩を出発物質とするアニオン複分解反応によって調製できる。

## 用途
ヘキサフルオロリン酸1-メチル-3-n-オクチルイミダゾリウムは、鉛の抽出のためのエマルション液膜において利用できる。また、ヘキサフルオロリン酸1-メチル-3-n-オクチルイミダゾリウムは、アルカンと芳香族炭化水素の分離プロセスへの応用が研究されている。